# Sayami Matsushita
Sayami Matsushita, född 1 april 1982, är en japansk bågskytt. Hon deltog vid olympiska sommarspelen 2004.